# 484613 Cerebrito
484613 Cerebrito è un asteroide della fascia principale. Scoperto nel 2008, presenta un'orbita caratterizzata da un semiasse maggiore pari a 2,3247485 UA e da un'eccentricità di 0,1918829, inclinata di 5,86948° rispetto all'eclittica.